# さんまの世界に一つだけの歌
『さんまの世界に一つだけの歌』（さんまのせかいにひとつだけのうた）は、朝日放送（ABC）製作・テレビ朝日ほかの一部ネット局で不定期で放送されていたバラエティ特別番組である。ハイビジョン制作・字幕放送。

## 内容
司会の明石家さんまと一流アーティストがゲストの人生を変えた"世界に一つだけの歌"を紹介する。

## さんま&槇原敬之の「世界に一つだけの歌」

### 放送日
- 第1弾：2008年3月16日（日）15:30〜17:25
- 第2弾：2008年9月19日（金）20:00〜21:54

### 出演者

#### 司会
- 明石家さんま
- 赤江珠緒

#### SPサポーター
- 槇原敬之

#### ゲスト
第1弾
- 勝俣州和（第2弾、共）
- 柴田理恵（同上）
- クリス松村（同上）
- 陣内智則
- 青木さやか
- 坂下千里子
- KABA.ちゃん

第2弾
- チュートリアル
- 木下優樹菜
- 谷村奈南
- 山本高広
- 西川史子
- 千原兄弟
- 椿姫彩菜
- 高畑淳子
- 高田延彦
- マリエ
- 本村健太郎
- 温水洋一

#### SPゲスト
第1弾
- 藤井フミヤ

第2弾
- 甲斐バンド
- Every Little Thing

#### ナレーション
- 武田広

### 人生を変えた「世界に一つだけ」の一曲

#### 第1弾
- 明石家さんま…アン・ルイス「グッド・バイ・マイ・ラブ」
- 勝俣州和…尾崎豊「15の夜」
- 柴田理恵…かぐや姫「なごり雪」
- 陣内智則…藤井フミヤ「TRUE LOVE」
- 青木さやか…松任谷由実「冬の終り」
- 坂下千里子…槇原敬之「遠く遠く」
- KABA.ちゃん…八代亜紀「おんな港町」
- クリス松村…中村雅俊「海を抱きしめて」

#### 第2弾
- 椿姫彩菜…中村中「友達の詩」

### スタッフ
- 構成：伊藤正宏、そーたに、榊暁彦、ヒロハラノブヒコ、むらまつこうすけ、森泉たつひで（第1弾のみ）、西田伸昌（第2弾のみ）、清松勝彦（第2弾のみ）
- リサーチ：チェリオ
- TP：田熊克二
- TD／SW：竹内弘佳
- CAM：若林茂人
- AUD：谷川宏輝
- VE：冨澤貴啓
- 照明：安藤雄郎
- 美術制作：内藤佳奈子
- セットデザイン：坪田幸之
- 美術進行：横山勇
- 大道具製作：浅見大
- 大道具操作：佐藤貴志
- アクリル装飾：石橋誉礼
- 電飾：森智
- アートフレーム：菅沼和海
- マルチ：前島亮二
- メイク：山田かつら
- 楽器：サンフォニックス（第2弾のみ）
- VTR編集：橋本逸人
- MA：倉上宏之（第1弾のみ）、番匠康雄（第2弾のみ）
- 音効：森山顕仁
- CG：上田大樹
- TK：南田めぐみ（第1弾のみ）、野村佳乃子（第2弾のみ）
- 番組宣伝：岡崎由記・高内三恵子・荒木拓人（ABC）
- AP：五味渕英（よしもとクリエイティブ・エージェンシー）、和田敬子
- ディレクター：藤原将人、立浪仁志、後藤美和
  - 第1弾：水野達也、保阪彰史、地濃愛、
  - 第2弾：吉本貴雄・佐々木匡哉（ABC）、福永勇樹
- 総合演出：山谷和隆
- プロデューサー：井口毅・佐々木聰子（ABC）、山地孝英、西山政孝
- チーフプロデューサー：藤田和弥（ABC）
- 協力
  - 第1弾：栃木県フィルムコミッション、大田原市、旧須賀川小学校
- 映像提供：テレビ朝日、ABCリブラ
- 技術協力：八峯テレビ、FLT、アンサーズ
- 美術協力：フジアール
- 制作協力：ハイスタンダード（表記なし）
- 制作：朝日放送（ABC）、ジーヤマ

### 放映ネット局

#### 第1弾
- 朝日放送（ABC）、テレビ朝日 - 2008年3月16日日曜日15:30〜17:25
- 高知放送 - 2008年4月27日日曜日15:00〜16:55
- テレビ山梨 - 2008年5月17日土曜日14:30〜16:25
- 東日本放送
- 広島ホームテレビ

#### 第2弾
- 朝日放送（ABC）・テレビ朝日系列24局の同時ネット
- NKT日本海テレビジョン放送 - 2008年12月31日水曜日14:05〜16:00

## さんま&EXILEの「世界に一つだけの歌」

### 放送日
- 第3弾：2009年12月30日（水）23:40〜25:05
- 第4弾：2010年4月9日（金）19:00〜21:48

### 出演者

#### 司会
- 明石家さんま

#### SPサポーター
- MAKIDAI（EXILE）
- TAKAHIRO（EXILE）

#### ゲスト
第3弾
- オードリー
- 上地雄輔
- 北村一輝
- はるな愛
- ブラックマヨネーズ
- misono
- 宮坂絵美里

第4弾
- 沢村一樹
- 賀来千香子
- 貫地谷しほり
- 石原良純
- ハリセンボン
- つるの剛士
- 遠藤章造
- 長嶋一茂
- 潮田玲子
- 吉田秀彦
- 東尾理子
- 内藤大助

#### ナレーション
- 服部伴蔵門

### この曲を聴くと思い出す曲
| テーマ         | ゲスト                          | アーティスト・曲名                  | 思い出す曲内容                         |
| -------------- | ------------------------------- | ----------------------------------- | -------------------------------------- |
| 私の大失恋     | はるな愛                        | DREAMS COME TRUE/『LOVE LOVE LOVE』 | 「昨年別れた男を思い出す曲」           |
| 私の大失恋     | 宮坂絵美里                      | GReeeeN/『キセキ』                  | 「8ヶ月前に別れた彼を思い出す曲」      |
| 私の大失恋     | 上地雄輔                        | GLAY/『HOWEVER』                    | 「恋の六角関係を思い出す曲」           |
| 私の大失恋     | MAKIDAI （EXILE）               | MISIA/『つつみ込むように…』         | 「ラブラブだった恋人を思い出す曲」     |
| 私の大失恋     | 春日俊彰 （オードリー）         | 電気グルーヴ/『Shangri-La』         | 「クリスマスの失恋を思い出す曲」       |
| 私の大失恋     | 小杉竜一 （ブラックマヨネーズ） | B'z/『ALONE』                       | 「M-1優勝で終わった恋を思い出す曲」    |
| 私の下積み時代 | 若林正恭 （オードリー）         | ビートたけし/『浅草キッド』         | 「伝説の男の一言を思い出す曲」         |
| 私の下積み時代 | 吉田敬 （ブラックマヨネーズ）   | SPEED/『White Love』                | 「コンビを結成した時を思い出す曲」     |
| 私の下積み時代 | はるな愛                        | 青江三奈/『伊勢佐木町ブルース』     | 「女に生まれ変わった頃を思い出す曲」   |
| 私の下積み時代 | misono                          | 浜崎あゆみ/『A Song for ××』        | 「イジメられ続けた5年間を思い出す曲」  |
| 私の下積み時代 | MAKIDAI （EXILE）               | 槇原敬之/『もう恋なんてしない』     | 「下積み時代にカラオケで踊らされた曲」 |
| 私の家族       | 北村一輝                        | 明石家さんま/『Mr.アンダースロー』  | 「人生の教訓を与えてくれた曲」         |
| 私の家族       | 吉田敬 （ブラックマヨネーズ）   | チェッカーズ/『Song for U.S.A.』    | 「オカンを嫌いになった日を思い出す曲」 |
| 私の家族       | 小杉竜一 （ブラックマヨネーズ） | 沢田研二/『ス・ト・リ・ッ・パ・ー』 | 「母がいつも歌ってくれた曲」           |
| 私の家族       | MAKIDAI （EXILE）               | T-SQUARE/『TRUTH』                  | 「家族でドライブ時にかけた曲」         |

### こんな時に聴きたいココイチソング
| ココイチ内容                | ゲスト                        | アーティスト・曲名         |
| --------------------------- | ----------------------------- | -------------------------- |
| カラオケで必ず落とせる一曲! | 吉田敬 （ブラックマヨネーズ） | シャ乱Q/『シングルベッド』 |
| カラオケで必ず落とせる一曲! | はるな愛                      | aiko/『ロージー』          |
| カラオケで必ず落とせる一曲! | 春日俊彰 （オードリー）       | 福山雅治/『Gang★』         |

### スタッフ
- 構成：伊藤正宏、そーたに、清松勝彦、西田伸昌、竹村武司、阿部雄一、渡辺アツシ
- リサーチ：チェリオ
- TP：田熊克二
- TD／SW：竹内弘佳
- CAM：横山大輔
- AUD：光家郁夫
- VE：鈴木貴裕
- 照明：安藤雄郎
- 美術制作：内藤佳奈子
- セットデザイン：坪田幸之
- 美術進行：横山勇
- 大道具製作：浅見大
- 大道具操作：井田正也
- アクリル装飾：石橋誉礼
- 電飾：森智
- マルチ：前島亮二
- メイク：アートメイク・トキ
- VTR編集：橋本逸人
- MA：天谷馬直男
- 音効：古川直樹、小平英司
- CG：上田大樹
- TK：木下渚
- 編成：石橋義史（ABC）
- 営業：田所学（ABC）
- 番組宣伝：岡崎由記・羽谷直子（ABC）
- AP：五味渕英（よしもとクリエイティブ・エージェンシー）、和田敬子、池田桂子
- ディレクター：田村雄一（ABC）、藤原将人、大島圭司、水野達也
- 総合演出：山谷和隆
- プロデューサー：井口毅・西尾理志・吉本貴雄（ABC）、山地孝英、西山政孝
- チーフプロデューサー：藤田和弥（ABC）
- 協力：第一興商
- 技術協力：八峯テレビ、FLT、アンサーズ
- 美術協力：フジアール
- 制作：ABC、G-yama

### 放映ネット局
- 日本海テレビ - 2010年1月10日日曜日12:00〜13:30
- テレビ山梨 - 2010年1月24日日曜日14:00〜15:35